# Phong trào Phục hưng Hán phục

Những cô gái mặc Hán phục.

Phong trào Phục hưng Hán phục (tiếng Trung: 漢服運動; Hán-Việt: Hán phục vận động) là một phong trào xã hội tìm cách hồi sinh thời trang cổ của người Hán, được phát triển ở Trung Quốc vào đầu thế kỷ 21.

## Bối cảnh

### Sự thay đổi trang phục Trung Quốc thời Thanh

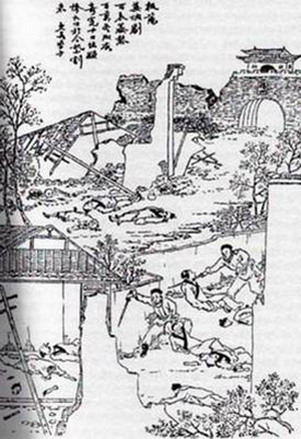
Tranh minh họa về sự kiện thảm sát Mười ngày Dương Châu, binh lính nhà Thanh giết những người Hán không chịu cạo đầu.

Về kiểu tóc: Khi người Mãn Châu lập ra triều đại nhà Thanh, triều đình đã ban hành các sắc lệnh yêu cầu đàn ông người Hán áp dụng kiểu tóc Mãn Châu bằng cách cạo tóc phía trước đầu và tết tóc sau đầu thành bím tóc đuôi sam. Người Hán không phản đối việc thắt tóc đuôi sam vì theo truyền thống họ thường để tóc dài, nhưng quyết liệt phản đối việc cạo trán nên chính quyền nhà Thanh chỉ phải tập trung vào việc buộc người dân phải cạo râu trán hơn là thắt bím đuôi sam. Lệnh cạo đầu ("Thế phát lệnh" giản thể: 薙发令; phồn thể: 薙髮令; bính âm: tìfàlìng) là một loạt các chỉ dụ được nhà Mãn Thanh áp đặt cưỡng bức trong thế kỷ 17. Đỉnh điểm của lệnh áp đặt cạo đầu này là sự kiện thảm sát Mười ngày Dương Châu. Đến năm 1753 mệnh lệnh này cũng được áp đặt cho thổ dân Đài Loan với câu khẩu hiệu: "Để tóc thì mất đầu, giữ đầu thì cạo tóc".

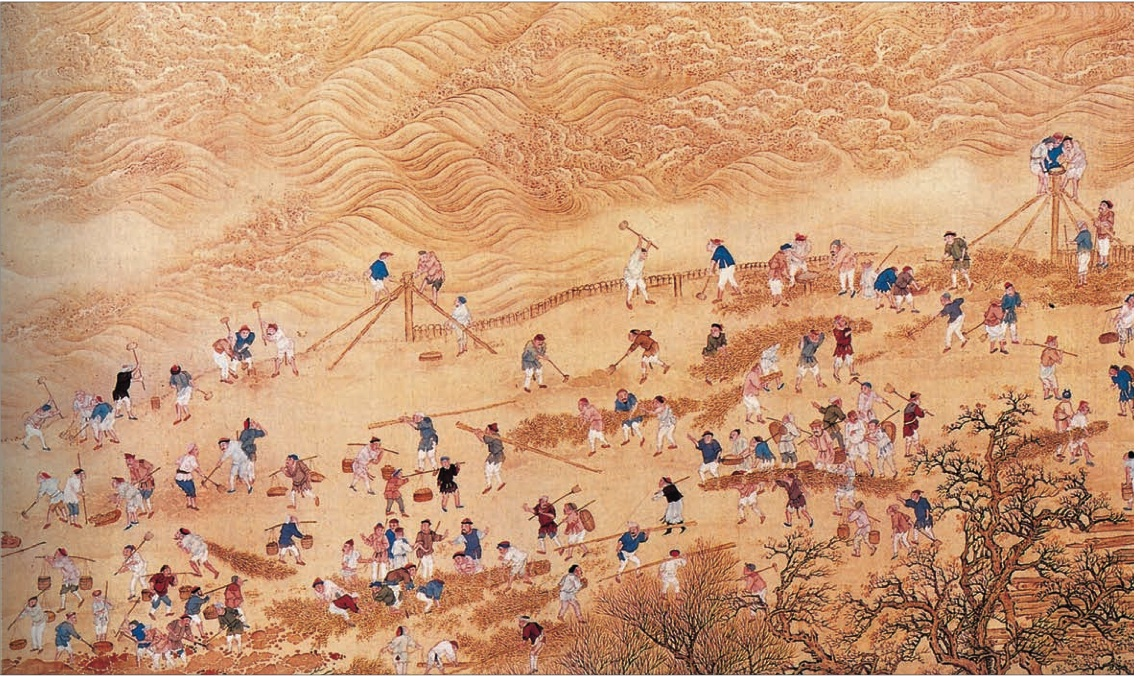
Trang phục của người Hán và người Mãn cùng tồn tại trong thời Thanh

Về trang phục: Triều đình nhà Thanh không áp đặt cách ăn mặc lên người Hán. Tuy nhiên, một số dân thường người Hán cũng tự nguyện mặc trang phục Mãn Châu như trường sam (長衫) một cách tự nguyện. Đến cuối nhà Thanh, không chỉ các quan chức và học giả, mà rất nhiều thường dân cũng bắt đầu mặc trang phục Mãn Châu.

### Mong muốn phục hồi giá trị cổ xưa
Những người ủng hộ phong trào cho rằng các đặc điểm chính của Hán phục là biểu tượng của các giá trị đạo đức và luân lý văn hóa: "vạt áo bên trái che bên phải đại diện cho sự hoàn thiện của văn hóa nhân loại về bản chất con người và sự vượt qua các lực lượng cơ thể bằng sức mạnh tinh thần của giáo lý lễ nghi đạo đức; ống tay rộng và ống tay áo thể hiện mối quan hệ hòa hợp, đạo đức giữa thiên nhiên và sức mạnh sáng tạo của con người; việc sử dụng dây để thắt áo trên cơ thể thể hiện những ràng buộc của văn hóa Hán nhằm hạn chế mong muốn của con người là hành vi trái đạo đức. Vào thời nhà Thanh, triều đình đã thay thế quan phục kiểu Hán phục bằng trang phục của người Mãn Châu. Mặc dù nhiều người cho rằng kỳ bào là quốc phục của Trung Quốc nhưng nó khá hiện đại."

## Lịch sử phong trào
Theo Asia Times Online, phong trào Hán phục có thể bắt đầu vào khoảng năm 2003. Vương Lạc Thiên (王樂天) đến từ Trịnh Châu, Trung Quốc, đã công khai mặc Hán phục. Anh và những người theo dõi của anh đã truyền cảm hứng cho những người khác thể hiện bản sắc văn hóa của người Hán. Họ tổ chức phong trào Hán phục như một sáng kiến nhằm hướng tới mục đích lớn hơn là khuyến khích sự phục hưng văn hóa Hán Trung Quốc. Cùng năm 2003, những người ủng hộ chủ nghĩa phục hưng văn hóa Hán đã ra mắt trang web Hanwang (tiếng Trung: 汉网, "Mạng lưới Hán") để quảng bá trang phục truyền thống của người Hán, tuy nhiên một số nguồn cho rằng đây là một biểu hiện của một chiến dịch đẩy mạnh chủ nghĩa Đại Hán (một chủ nghĩa dân tộc cực đoan).
Vào tháng 2 năm 2007, Thế vận hội Mùa hè 2008 sắp cử hành tại Cộng hòa Nhân dân Trung Hoa đã đệ trình lên Ủy ban Olympic Trung Quốc lời thỉnh cầu phổ dụng việc ăn mặc các loại cổ phục. Nhưng sau nhiều lần cân nhắc, Ủy ban bác đơn vào trung tuần tháng 4. Tuy nhiên, những tin tức rầm rộ liên quan đến sự kiện này đã tác động mãnh liệt đến thị hiếu của giới trẻ, nhất là lớp khán giả trung thành của dòng điện ảnh cổ trang.

## Khái niệmHán phục
Dựa theo quyển Trung Quốc y quan phục sức đại từ điển (tiếng Trung Quốc: 中國衣冠服飾大辭典), từ "Hán phục" có nghĩa là "trang phục của người Hán". Thuật ngữ này, tuy không được sử dụng phổ biến trong thời cổ đại, nhưng vẫn có thể được tìm thấy trong một số ghi chép lịch sử từ các triều đại Hán, Đường, Tống, Minh, Thanh và thời dân quốc ở Trung Quốc.
Các nhà phê bình cho rằng thuật ngữ "Hán phục" là một sự phát triển của thời hiện đại. Một bài báo do Newsweek của Trung Quốc (tiếng Trung: 中国新闻周刊) xuất bản vào tháng 9 năm 2005 viết rằng từ này không có trong từ điển chính thống về Hán ngữ tiêu chuẩn là cuốn "Từ điển Hán ngữ hiện đại" (tiếng Trung: 現代 漢語 詞典) và nó được người dùng Internet đặt ra vào khoảng năm 2003.
Giáo sư Trương Tiển (tiếng Trung: 張跣) của Học viện Chính trị Thanh niên Trung Quốc khẳng định rằng từ "Hán phục" là một khái niệm hiện đại được công khai bởi những sinh viên ủng hộ phong trào Hán phục, những người đã tạo ra một tiêu chuẩn về thời trang người Hán thời tiền Thanh mà không có nghiên cứu học thuật chính xác và tuyên truyền nó trên bách khoa toàn thư trực tuyến như Baidu Baike và Hanwang. Cùng quan điểm đó, học giả người Mỹ về xã hội Trung Quốc đương đại, giáo sư Kevin Carrico của Đại học Macquarie đã khẳng định rằng không có lịch sử rõ ràng nào chỉ ra rằng có bất kỳ trang phục cụ thể nào tồn tại dưới cái tên "Hán phục".
Nhà nghiên cứu người Trung Quốc Hoa Mai (tiếng Trung: 華梅), khi được phỏng vấn bởi các sinh viên ủng hộ phong trào Hán phục vào năm 2007, đã nhận ra rằng việc xác định Hán phục không phải là vấn đề đơn giản, vì không có phong cách thống nhất của thời trang Trung Quốc trong suốt hàng thiên niên kỷ lịch sử. Vì sự phát triển không ngừng của nó, bà đặt câu hỏi rằng phong cách thời kỳ nào có thể được coi là truyền thống. Tuy nhiên, bà giải thích rằng Hán phục trong lịch sử thường được dùng để chỉ quần áo bản địa của Trung Quốc nói chung. Nhận thấy rằng trang phục được phong trào quảng bá thường xuyên nhất dựa trên khúc cư (曲裾) và trực cư (直裾) thời Hán, bà gợi ý rằng các phong cách khác, đặc biệt là thời Đường, cũng sẽ là ứng cử viên cho sự phục hưng hán phục theo định nghĩa này.

Đến năm 2020, loại trang phục phổ biến trong phong trào Hán phục là trang phục thời Minh, loại trang phục còn lại nhiều tư liệu nhất của một thời đại do người Hán cai trị.

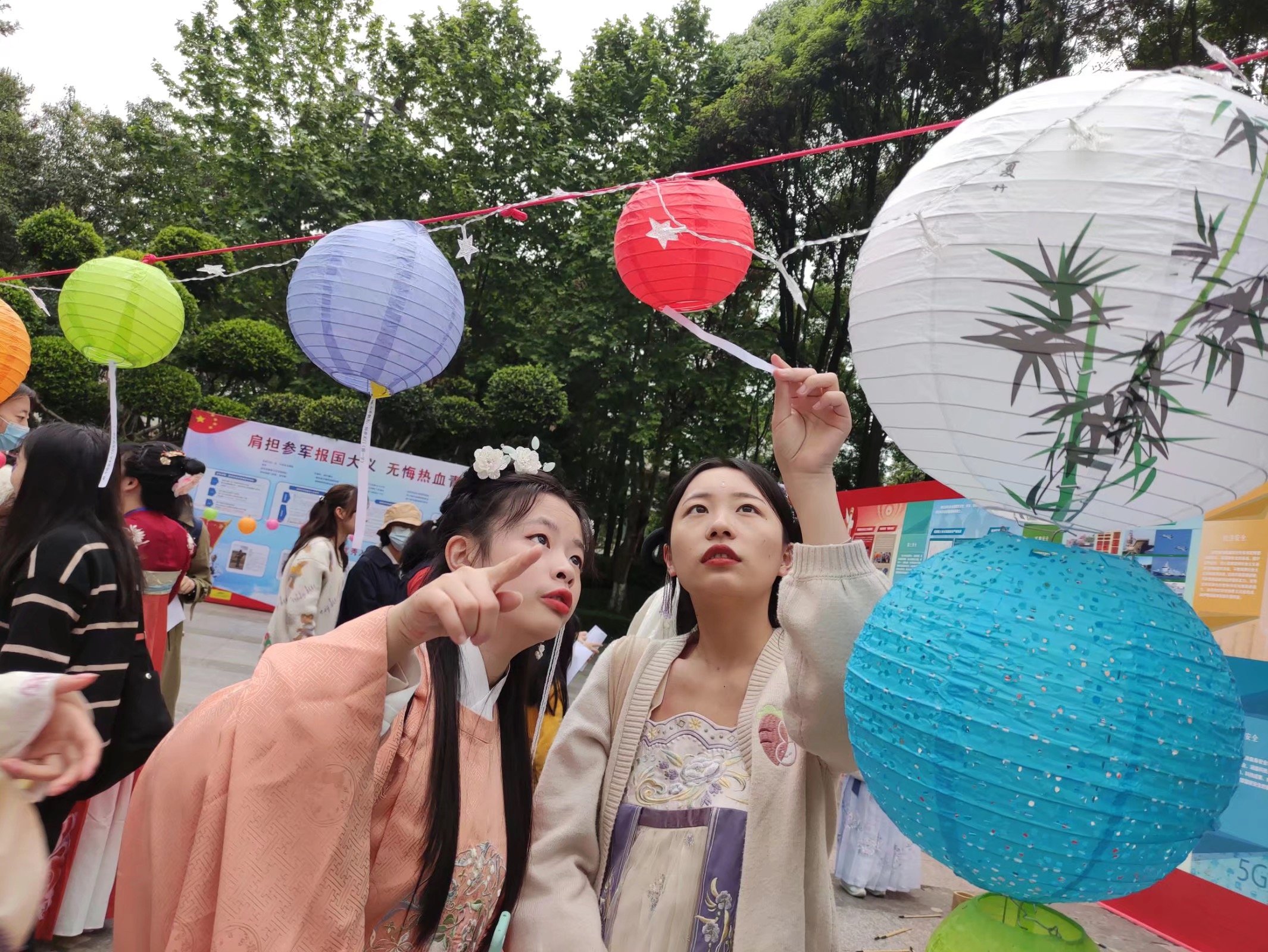
Sinh viên mặc Hán phục tại lễ hội đèn lồng của Đại học Sư phạm Tứ Xuyên.
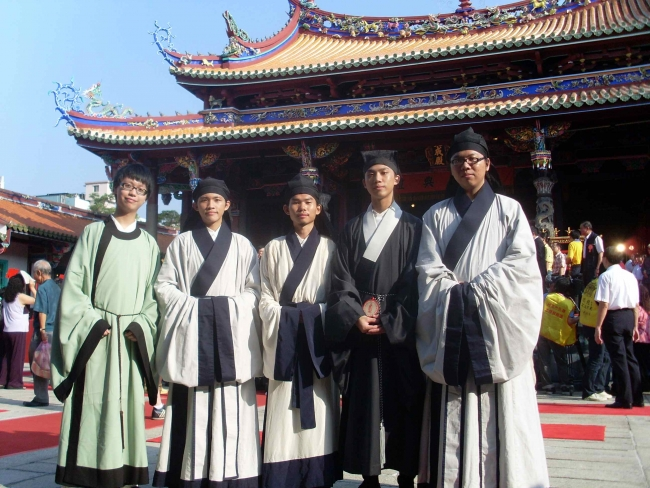

- Tập tin:Hanfu man and lady.jpg
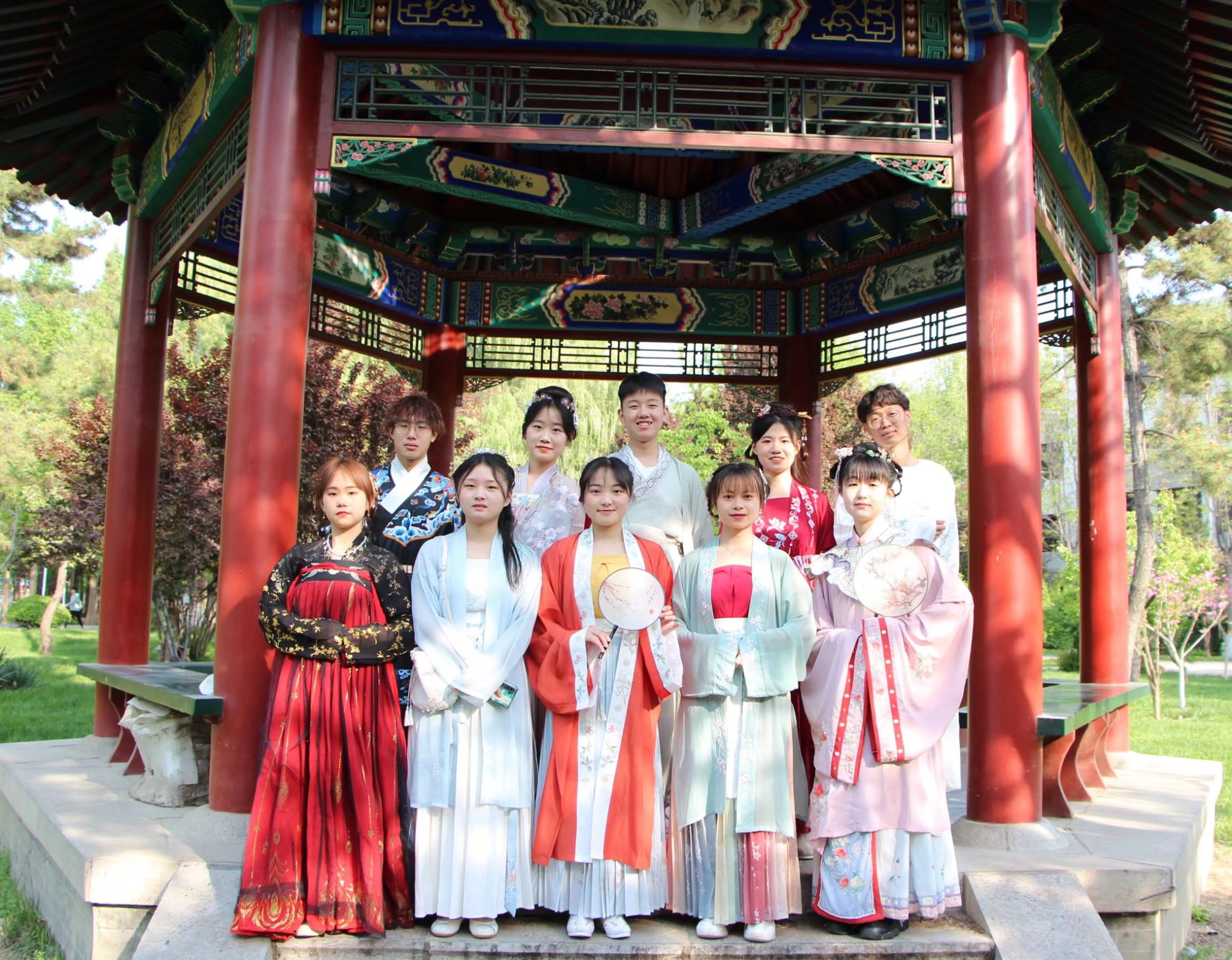
Những người trẻ mặc Hán phục bên ngoài cửa đình của Đại học Sư phạm Khúc Phụ.

Giáo sư Đại học Aichi, nhà nhân chủng học văn hóa Chu Tinh (tiếng Trung: 周星) cho rằng thuật ngữ "Hán phục" không được sử dụng phổ biến trong thời cổ đại và dùng để chỉ trang phục truyền thống như tưởng tượng của những người tham gia phong trào Hán phục, ông lưu ý rằng thuật ngữ này nói chung là quần áo mà người Hán mặc nói chung, nhưng ngược lại, ông lập luận rằng, trên cơ sở này, nó không giống với Hán phục như những người tham gia phong trào định nghĩa.

## Tranh cãi

### Lo ngại về chủ nghĩa dân tộc cực đoan
Cộng hòa Nhân dân Trung Hoa có 56 dân tộc, trong đó người Hán là dân tộc lớn nhất Trung Quốc, chiếm 91,96% dân số (~1,2 tỷ người). Bên cạnh người Hán, 55 dân tộc khác được chính quyền Cộng hòa Nhân dân Trung Hoa công nhận là dân tộc. Lí do chung mà những người phản đối phong trào Hán phục đưa ra là hàm ý của nó đối với các dân tộc thiểu số. Những người hoài nghi sợ rằng có một yếu tố độc quyền có thể gây ra căng thẳng sắc tộc, đặc biệt nếu nó được lên tầm quốc gia, quốc phục. Vì lý do này, những người ủng hộ phong trào đôi khi bị gán cho là "những người theo chủ nghĩa sô vanh Hán".
Tuy nhiên, một số người ủng hộ Hán phục khẳng định rằng không ai trong số họ từng đề xuất rằng người dân thiểu số phải từ bỏ phong cách ăn mặc bản địa của riêng họ và sở thích cá nhân đối với phong cách thời trang có thể không phụ thuộc vào động cơ chính trị hoặc chủ nghĩa dân tộc. Các sinh viên được nhà nghiên cứu Hoa Mai tư vấn đã trích dẫn các bằng chứng về sự tồn tại của quần áo bản địa giữa các dân tộc thiểu số Trung Quốc, và việc sử dụng kimono ở Nhật Bản, hanbok ở Bắc Triều Tiên và Hàn Quốc, và trang phục truyền thống được sử dụng ở Ấn Độ như một nguồn cảm hứng cho phong trào hán phục. Ngay cả một số người đam mê nhiệt tình đã được South China Morning Post phỏng vấn vào năm 2017, trong số đó có Cộng đồng Hán phục tại Đại học Quảng Châu cũng đã lưu ý về việc mở rộng trang phục vượt quá mức bình thường trong cộng đồng người Hán, thừa nhận những tác động tiêu cực đối với xã hội nếu phong trào bị chính trị hóa.
Theo Kevin Carrico, một giảng viên tại Đại học Monash, có niềm tin rằng phong trào này vốn có tính chất chủng tộc ngay từ cốt lõi của nó, nhấn mạnh rằng nó được xây dựng dựa trên câu chuyện kể rằng các nhà cai trị người Mãn Châu của triều đại nhà Thanh đã hết lòng vì sự hủy diệt người Hán nói riêng và chính Trung Quốc nói chung, từ đó đã biến đổi xã hội Trung Quốc và chuyển bản chất của nó từ  "từ văn minh sang man rợ". Ông lập luận rằng những hành động tàn bạo thực sự như vụ thảm sát mười ngày Dương Châu, trong đó hành động tàn phá thành phố Dương Châu của binh lính Mãn Châu và việc áp đặt sắc lệnh cạo đầu, được kết hợp với sự bất công trong tưởng tượng của việc cưỡng bức xóa quần áo của người Hán. Theo nghiên cứu của ông, nền tảng của phong trào này là các thuyết âm mưu được đưa ra bởi một số người ủng hộ Hán phục cho rằng: một âm mưu khôi phục bí mật của người Mãn Châu đã được tiến hành kể từ khi bắt đầu của thời kỳ cải cách sau năm 1978, do đó Mãn Châu bí mật kiểm soát mọi thể chế Đảng - Nhà nước quan trọng, bao gồm cả Giải phóng quân Nhân dân Trung Quốc, Bộ Tuyên truyền Trung ương Đảng Cộng sản Trung Quốc, Bộ Văn hóa Trung Quốc và đặc biệt là Ủy ban Dân số và Kế hoạch hóa gia đình Trung Quốc.
Theo James Leibold, phó giáo sư về chính trị Trung Quốc và nghiên cứu châu Á tại Đại học La Trobe, những người tiên phong trong phong trào hanfu đã thú nhận tin rằng vấn đề quần áo Hán không thể tách rời vấn đề bản sắc chủng tộc và quyền lực chính trị ở Trung Quốc. Ông trích dẫn trang web Hanwang (tiếng Trung: 汉网, 'Mạng Hán') như một ví dụ về chương trình nghị sự của chủ nghĩa tối cao Hán của họ. Ra đời vào năm 2003, hiến pháp của Hanwang khẳng định rằng "Văn hóa Hán là tiên tiến nhất thế giới và chủng tộc của nó là một trong những nền văn hóa mạnh nhất và thịnh vượng nhất "và tán thành việc giới thiệu lại trang phục truyền thống của người Hán. Tuy nhiên, Leibold đã đề cập rằng" người ta sẽ nhầm lẫn khi tin rằng tất cả những người ủng hộ Hanfu đều chia sẻ chương trình chính trị được gắn trong hiến pháp Hanwang. Thay vào đó, phong trào bao gồm một nhóm rất đa dạng các cá nhân những người tìm thấy các loại ý nghĩa và sự thích thú khác nhau trong phạm trù Hán. "
Eric Fish, một nhà văn tự do sống ở Trung Quốc từ năm 2007 đến năm 2014 với tư cách là một giáo viên, sinh viên và nhà báo, tin rằng phong trào hanfu thực sự có "ý nghĩa yêu nước" nhưng "hầu hết những người đam mê hanfu đều hướng tới thời trang và cộng đồng hơn là một động cơ chủng tộc hoặc bài ngoại ". Ông cũng đề cập rằng trái ngược với niềm tin phổ biến," những người trẻ tuổi của Trung Quốc nói chung đang dần dần bớt chủ nghĩa dân tộc hơn ".

### Tranh luận khác
Lương Hưng Dương (梁兴扬) đại huyền duệ đệ tử đời thứ 30 của Toàn Chân giáo Long Môn, một người mà bản thân từng gặp nhiều chỉ trích vì phát ngôn phân tích vấn đề chính trị dựa trên góc độ Đạo giáo huyền học, cũng lên tiếng chỉ trích cộng đồng Hán phục. Lí do là cách anh này mặc, phối đồ đạo bào đã bị bộ phận Hán phục cực đoan phản đối. Luận điểm của anh là đằng sau những bộ trang phục là tầng lớp ý nghĩa văn hóa, nhiều bạn trẻ chỉ theo phong trào nhưng không hiểu được cốt lõi vấn đề:
- "Luôn mồm y quan (áo và mũ) kiểu Hán, vậy quan (mũ) đâu?"
- "Mặc Hán phục mỹ lệ, tam tòng tứ đức có làm được không?"
- "Đằng sau hình dạng và cấu tạo là văn hóa, tam thê tứ thiếp, các bạn dự định làm thê (vợ cả) hay là thiếp (vợ lẽ)? Đằng sau hình dạng và cấu tạo còn có đẳng cấp chế độ sâm nghiêm, các bạn dự định mặc quần áo của kẻ sĩ, quý tộc hay là nô tỳ, lao công?
- "Đằng sau hình dạng và cấu tạo là quy tắc, dựa theo quy tắc, các bạn có khảo thí đỗ đạt công danh chưa? Các bạn có đủ tư cách leo lên miếu đường chưa?

Một vài cư dân mạng thậm chí lập ra các diễn đàn ảo mang tên Phản Hán Phục vận động (反漢服運動) nhằm tẩy chay, đả kích và răn đe những biến dị của xu hướng này.